# 王侃 (东晋)
王侃（？—？），琅邪临沂人，王览的孙子，王琛的儿子，王棱的弟弟。王侃与兄长王棱都有名声，年轻时就历任显要的官职，后担任吴国内史。